# Higrofit

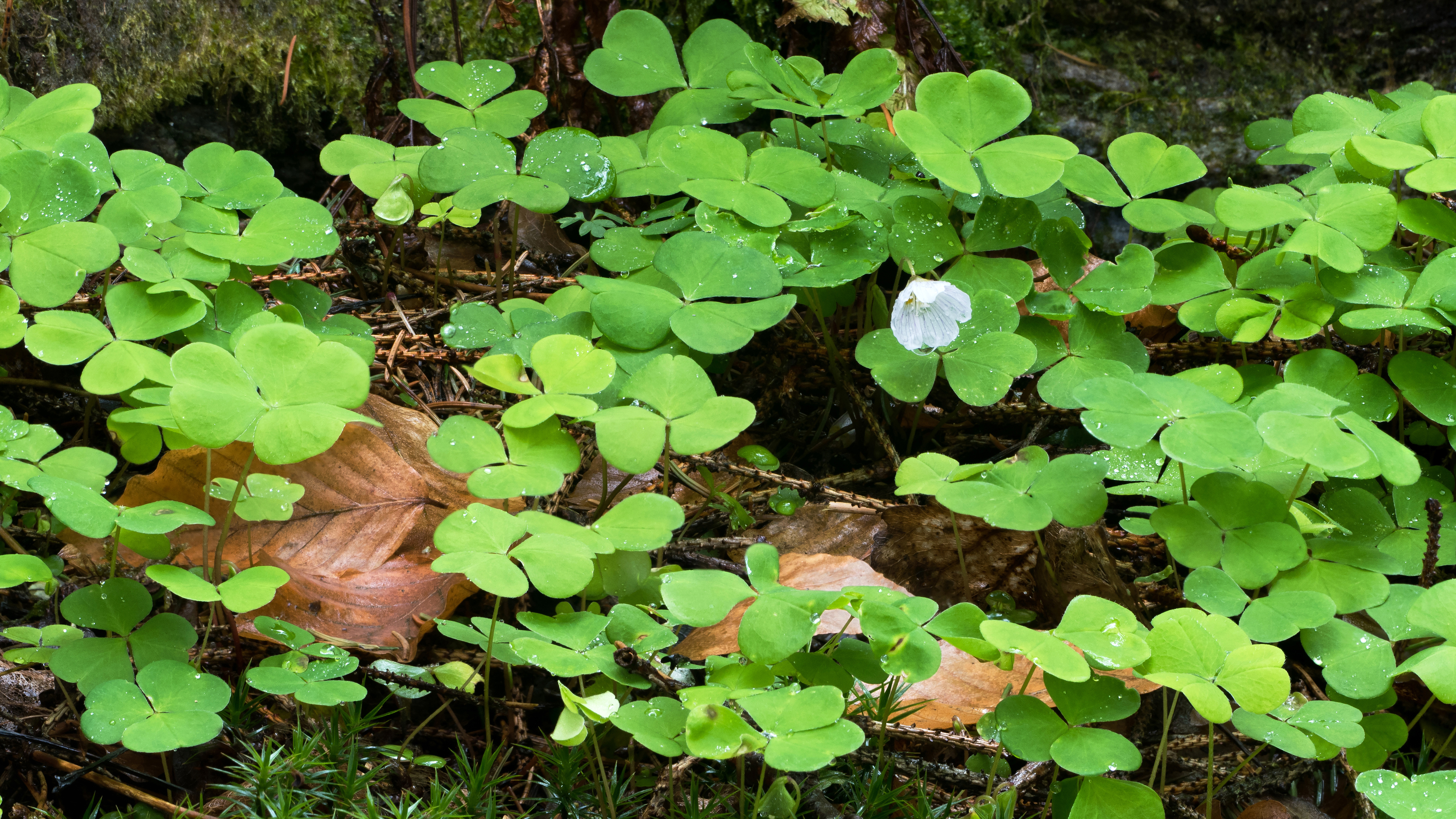
Szczawik zajęczy (Oxalis acetosella)

Higrofit – roślina zajmująca siedliska o dużej wilgotności zarówno gleby, jak i powietrza. Typowe higrofity występują w dolnych piętrach lasów tropikalnych. Są to gatunki begonii, gloksynii i inne. W lasach europejskich cechy higrofitów posiadają szczawik zajęczy, piżmaczek wiosenny, niecierpek pospolity, czy zawilec gajowy; wśród roślin uprawnych są to pomidor, ziemniak, kapusta.
Budowa higrofitów zapewnia transpirację w warunkach wilgotności dochodzącej do 100%. Aparaty szparkowe zwykle znajdują się na wypukłościach skórki po obu stronach liści. Wydalanie wody z liści często zapewniają hydatody. Cienkie blaszki liściowe pokryte są epidermą, której powierzchnia jest dodatkowo zwiększana przez żywe włoski. System korzeniowy i tkanki przewodzące wodę są słabo rozwinięte.